# جين فريد
جين فريد (بالإنجليزية: Gene Freed)‏ هو لاعب الجسر ‏ أمريكي، ولد في 18 مارس 1930 في سومرفيل في الولايات المتحدة، وتوفي في 17 يوليو 2009 في لوس أنجلوس في الولايات المتحدة.